# نظریه دروازه ورود
نظریهٔ دروازهٔ ورود (همچنین فرضیهٔ دروازهٔ ورود یا اثر دروازهٔ ورود) اشاره دارد به این ایده که مصرف داروها و مواد نه چندان آسیب‌زا منجر به استفاده از مواد و/یا جرم‌های جدی‌تر و خطرناکتر در آینده می‌شود. اشارهٔ این نظریه غالباً به موادی نظیر تنباکو، الکل، و ماری‌جوانا است.
در حالیکه برخی تحقیقات نشان می‌دهد که بسیاری از مصرف‌کنندگان مواد خطرناک و جدی پیش از آغاز به استعمال این مواد، از ماری‌جوانا یا الکل استفاده می‌کرده‌اند، سایر تحقیقات نشان می‌دهد که برخی از افرادی که مواد جدی و خطرناک استفاده می‌کنند پیش از روی آوردن به مصرف ماری‌جوانا یا الکل از مواد دیگری استفاده می‌کرده‌اند.

## نسخه‌های مختلف
نسخه‌های مختلفی از نظریهٔ دروازهٔ ورود در گفتمان عمومی وجود دارد. برخی از نسخه‌ها عبارتند از:
1. مصرف ماده‌ای که در حکم دروازهٔ ورود است باعث می‌شود تا فرد مصرف‌کننده در خطر بیشتری برای سوء مصرف سایر مواد قرار بگیرد.[۶]
2. ماده‌ای که دروازهٔ ورود نامیده می‌شود، مغز را برای اعتیاد به سایر مواد آماده می‌سازد. (مستقل از افزایش احتمال روی آوردن به مواد دیگر)
3. یک سلسله مراتب معین از پیش‌روی وجود دارد که از مواد غیرقانونی سبک آغاز می‌شود و به تدریج به سمت مواد غیرقانونی خطرناک و سنگین جابجا می‌شود.
4. دلیل ویژگی دروازهٔ ورود بیشتر از آنکه اجتماعی باشد، داروشناختی است.

## ماری‌جوانا به مثابهٔ دروازهٔ ورود
نوشتار اصلی: ماری‌جوانا به مثابهٔ دروازهٔ ورود
برخی پژوهش‌های علمی نشان می‌دهد که مصرف ماری‌جوانا می‌تواند پیش‌بینی‌کنندهٔ این موضوع باشد که فرد به احتمال بسیار بالاتری در آینده اقدام به مصرف مواد غیرقانونیِ خطرناک‌تر خواهد کرد. در حالیکه برخی دیگر پژوهش‌ها نشان می‌دهند که چنین نیست.

## انتقادات
نظریهٔ دروازهٔ ورود آماج انتقادات فراوانی بوده است. شاید شایع‌ترین انتقاد این باشد که نظریهٔ دروازهٔ ورود آلوده به دو مغالطهٔ علت شمردن مقدم و مغالطه علت شمردن همبستگی است. در مورد دوم، عنوان می‌شود که طرفداران نظریهٔ دروازهٔ ورود به غلط بین دو متغیر که صرفاً با یکدیگر همبستگی دارند رابطهٔ علی برقرار می‌کنند. (در این مورد، رابطهٔ بین مصرف مواد کم‌خطرتر و مصرف مواد خطرناک‌تر).
برخی از تبیین‌های دیگر برای همبستگی موجود بین مصرف مواد سبک (نظیر ماری‌جوانا) و مصرف مواد سنگین (نظیر کوکائین، هروئین) عبارتند از:
- برخی افراد به هر دلیلی، تمایل دارند تا هر ماده‌ای تجربه کنند، و مواد «دروازهٔ ورودی» صرفاً آنهایی هستند که در سنین پایین‌تر معمولاً در دسترس‌تر از مواد سنگین هستند.[۹]
- حضور و در تماس بودن با بازار سیاه (یعنی جایی که مواد سنگین هم در دسترس است) می‌تواند علت واقعی این موضوع باشد و این به ویژه در مورد ماری‌جوانا که یک مادهٔ غیرقانونی به شمار می‌رود صادق است.[۱۰][۱۲]
- برای نوجوانان، هنگامی که در مورد مواد «دروازهٔ ورود» با سخنان اغراق‌آمیز یا غیرواقعی بزرگسالان در مورد مواد روبرو می‌شوند اعتبار سخنان بزرگسالان زیر سؤال می‌رود؛ که این منجر به این می‌شوند که نوجوانان فکر کنند که تمام چیزهایی که علیه مصرف مواد گفته می‌شود به همین اندازه بی‌ربط و دروغین هستند.[۱۳]
- محیط‌هایی رودررویی که در آنها مواد «دروازهٔ ورود» مصرف می‌شود گاهی با محیط‌هایی که مواد سنگین‌تر مصرف می‌شوند مشترکند، به ویژه در جوامعی که ممنوعیت استفاده از مواد وجود دارد یا محدودیت‌های سنی شدیدی وجود دارد.[۱۳]
- به علت ماهیت دادو ستد این مواد، فروشندگان مواد غیرقانونی سنگین تمایلی ندارند که خود را در مقابل کسانی که حتی مواد سبک‌تر (دروازهٔ ورود) را تجربه نکرده‌اند آفتابی کنند.